# Bhatpar Rani
Bhatpar Rani é uma cidade e uma nagar panchayat no distrito de Deoria, no estado indiano de Uttar Pradesh.

## Demografia
Segundo o censo de 2001, Bhatpar Rani tinha uma população de 12,494 habitantes. Os indivíduos do sexo masculino constituem 52% da população e os do sexo feminino 48%. Bhatpar Rani tem uma taxa de literacia de 63%, superior à média nacional de 59.5%; a literacia no sexo masculino é de 72% e no sexo feminino é de 53%. 15% da população está abaixo dos 6 anos de idade.